# Transport routier de marchandises
Le transport routier est une composante essentielle de la logistique et de la chaîne d'approvisionnement, car il permet le déplacement efficace des marchandises à travers de courtes ou de longues distances, généralement à l'intérieur d'un pays ou entre pays voisins. Il est couramment utilisé pour livrer des produits manufacturés, des matières premières, des biens de consommation, des fournitures médicales, des produits alimentaires, et bien d'autres types de marchandises.

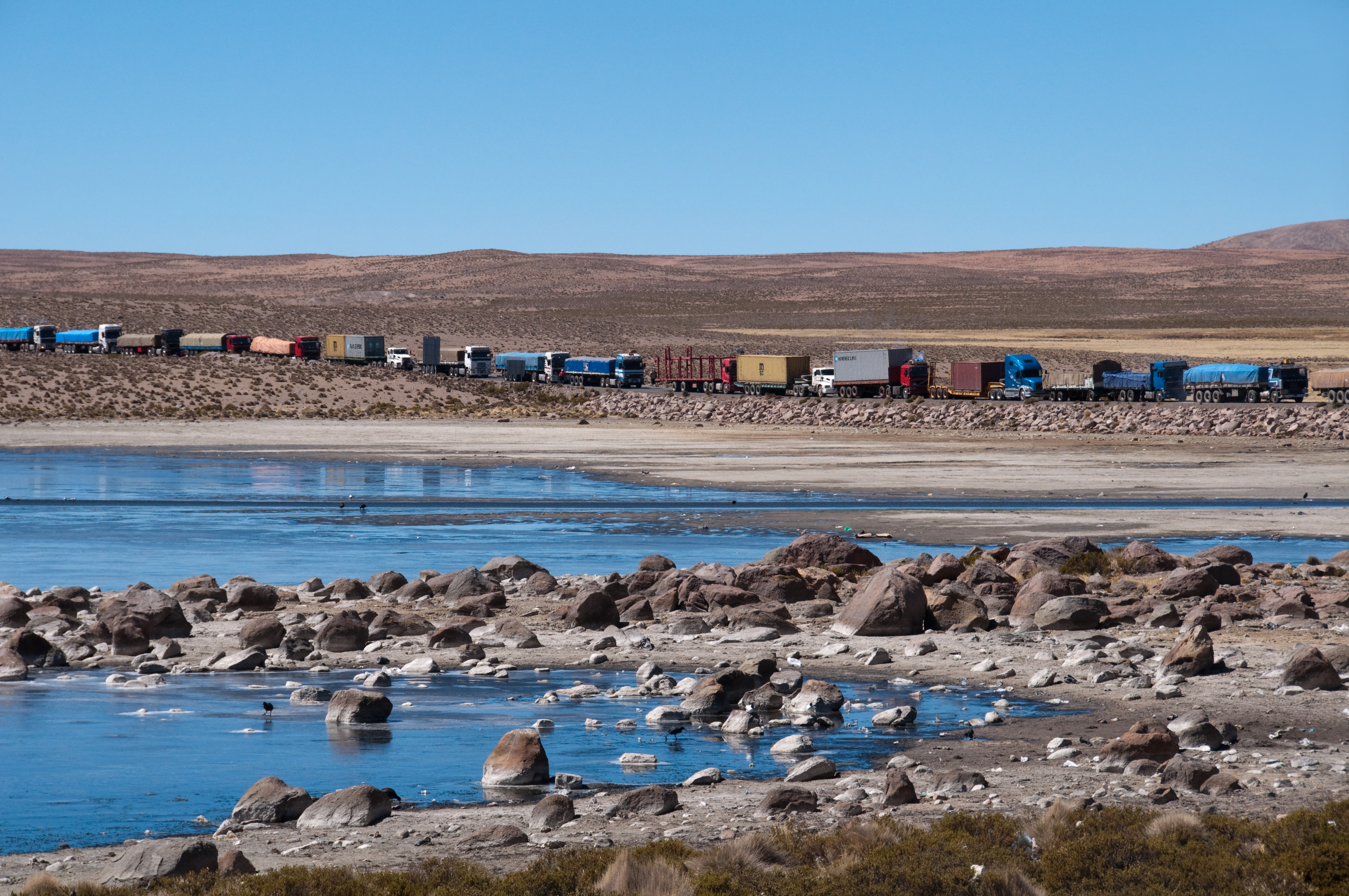
File de camions en attente du passage de la frontière entre le Chili et la Bolivie.

En droit français, le transport routier de marchandises consiste à transporter des marchandises par le réseau routier, généralement par camions ou véhicules utilitaires légers.
Le transporteur de marchandises (ou « voiturier ») est l'entreprise commerciale spécialisée dans le transport de marchandises. Il exerce, dans la plupart des pays une profession réglementée. En France, le transporteur routier de marchandises appartient aux transporteurs terrestres, comme les transporteurs ferroviaires (transport par voie ferrée, de marchandises, de personnes ou de biens), les déménageurs (transport routier de biens), les transporteurs routiers de personnes, etc.
La fonction de transporteur, puis le métier de transporteur routier de marchandises a évolué en fonction :
- de l'invention et de l'évolution des choses transportées ;
- de l'invention et de l'évolution des moyens de transport ;
- des données socio-économiques (exigences des marchés) ;
- des réglementations qui ont cadré l'exercice de l'activité, puis de la profession.

Aujourd'hui, le transport routier de marchandises est intégré dans la chaîne logistique (supply chain) : les prestataires logistiques intègrent souvent dans un contrat unique, non seulement des prestations de stockage, de manutention, d'emballage et conditionnement, ainsi que l'organisation générale des flux et les traitements d'informations associés, mais aussi les opérations de transport.

## Typologie de la profession
Les types d’entreprises sont très diversifiés, depuis les entreprises individuelles (artisan aussi appelé « louageur », appellation sans définition juridique propre, routier non salarié, taxi non salarié transportant éventuellement quelques marchandises…), jusqu'aux multinationales.

### Selon l'appartenance de l'expéditeur
L'expéditeur appartient à un secteur d'activité. On peut le classer dans une typologie basée sur les marchandises transportées, et donc sur les moyens de transports.

#### Expéditeurs appartenant au secteur primaire (extraction, pêche, agriculture, nature)
Il s'agit d'extracteurs ou de producteurs de matières premières et de producteurs agricoles ou de pêcheurs. Les marchandises engendrent la mise en place de bennes (minerais, betteraves, patates, navets…), de toupies (béton prêt à l'emploi), de citernes (semences, liquides alimentaires), de transports d'animaux vivants, ou de remorques réfrigérées (transport de viandes et de poisson). Certaines de ces professions (transporteur de béton par exemple) peuvent faire appel à la sous-traitance exclusive d'une façon très régulière, ce qui entraîne des risques de requalification des contrats de transport ou/et des contrats de sous-traitance en contrats de travail.

#### Expéditeurs appartenant au secteur secondaire (transformation)
Les marchandises transportées entraînent la mise en place de remorques réfrigérées ou non (aliments), de conteneurs, de plateaux. La taille importante de certaines marchandises (pièces aéronautiques, pièces automobiles, machines-outils…) peut nécessiter la mise en place de transports exceptionnels (condition de poids, de volumes, ou de dangerosité).

#### Expéditeurs appartenant au secteur tertiaire (commerce, services)
Il s'agit des grossistes, de la distribution, de prestataires logistiques. Le transporteur routier met en place les moyens les plus appropriés nécessaire au transport des produits finis : remorques ou porteurs, conteneurs, camionnettes, deux ou trois roues, porteurs à domicile…

### Typologies du domaine comptable
En France, la comptabilité nationale et les comptes des transports distingue :
- Le secteur marchand du transport de marchandises (mais de nombreuses entreprises ne font pas que du transport ; Historiquement, dans les pays riches les transports de personnes, d'animaux, de courrier et de marchandise tendent à se différencier.
- Ses différentes branches, de nombreuses entreprises pouvant être appréhendées fiscalement et comptablement par segments (les « unités de production homogène » qui les constituent).

## Réglementation du transport routier de marchandises
Dans tous les cas, le transporteur est soumis aux réglementations propres à la profession, mais aussi aux réglementations propres aux véhicules routiers utilisés et aux marchandises transportées, ce qui signifie généralement :
- que le transporteur doit satisfaire lui-même à des obligations de formation et d'honorabilité pour le dirigeant effectif et permanent de l'activité de transport, et de capacité financière pour l'entreprise ;
- qu'il doit aussi faire former ses salariés (ou s'assurer que ses sous-traitants le sont) pour la manutention et le transport des marchandises concernées ;
- qu'il doit s'assurer que les conducteurs sont habilités et en état de santé conforme à la règlementation pour les marchandises ou les véhicules considérés, et en situation régulière ;
- qu'il doit s'assurer en permanence que les moyens utilisés sont autorisés à effectuer le transport considéré (visites techniques obligatoires) ;
- qu'il doit être assisté de personnes habilités, selon les marchandises : pharmacien responsable pour les produits pharmaceutiques, conseiller à la sécurité pour le transport de marchandises dangereuses… ;
- qu'il doit s'assurer que les marchandises transportées sont transportables (matières réglementées), conformément à la réglementation les concernant : quantités transportées ensemble, conditionnement et emballage… et que les documents d'accompagnement de la marchandise sont aussi conformes et à la l'envoi, et à la réglementation.

## Par pays

### France

#### Conditions d'accès et d'exercice de la profession
Le Code des Transports fixe quatre conditions pour pouvoir devenir transporteur public routier de marchandises: 

##### Capacité financière
La condition de capacité financière consiste pour une entreprise à disposer des ressources financières nécessaires pour assurer la mise en marche correcte et la bonne gestion de l’entreprise. Le Code des Transports prévoit que cette condition est satisfaite lorsque l’entreprise dispose de capitaux propres ou de garanties d’un montant égal à 1 800 € pour le premier véhicule n’excédant pas 3,5 tonnes de poids maximum autorisé, 900 € pour chacun des véhicules suivants, et pour les véhicules excédant cette limite, 9 000 € pour le premier véhicule, 5 000 € pour chacun des véhicules suivants.

##### Capacité professionnelle
Elle est satisfaite lorsque le responsable des transports, du déménagement, de la location ou de la commission de transport de l’entreprise est titulaire d’une attestation de capacité professionnelle correspondant à l’activité exercée.
L’attestation de capacité professionnelle en transport routier de personnes ou de marchandises peut être obtenue par trois voies différentes : l’examen, l’expérience professionnelle, les diplômes.
La personne qui souhaite diriger une entreprise ou son activité de transport, de déménagement, de location ou de commission de transport et qui n’est pas titulaire de l’attestation de capacité professionnelle doit l’obtenir avant de présenter toute demande d’autorisation d’exercer la profession ou d’inscription au registre.

##### Exigence d’établissement
Une entreprise de transport public routier doit disposer, en France
- d’un établissement constituant le siège de l’entreprise
- le cas échéant hors de son siège ou de son établissement principal, de locaux dans lesquels l’entreprise conserve ses principaux documents
L’entreprise dirige de manière effective et en permanence les activités relatives aux véhicules au moyen d’équipements administratifs nécessaires et d’installations techniques appropriées situés dans la région où l’entreprise est établie ou dans une région limitrophe.

##### Honorabilité professionnelle
Elle doit être satisfaite par l’entreprise personne morale, les responsables légaux de l’entreprise, ainsi que le gestionnaire de transport, qui est la personne titulaire de l’attestation de capacité professionnelle en transport routier qui dirige l’activité de transport de l’entreprise.
La condition d’honorabilité professionnelle n’est plus satisfaite lorsque la personne, responsable légale de l’entreprise ou détentrice de la capacité professionnelle a:
• fait l’objet d’interdictions d’exercer une profession commerciale ou industrielle, par exemple pour vol, escroquerie, etc. (article L128-1 du code de commerce),
• commis certaines infractions délictuelles concernant par exemple la sécurité routière et les temps de conduite et de repos des conducteurs.

#### Licences de transport
Si les quatre conditions citées ci-dessus sont satisfaites, la DREAL (ou la DRIEA pour l'Ile de France et les DEAL pour l'Outre-Mer) du siège social d'établissement inscrit l'entreprise au registre des transporteurs et loueurs de véhicules industriels avec chauffeur et lui donne une licence de transport. Il en existe trois types :
1. La licence de transport intérieur, pour les véhicules d'un poids maximum autorisé (PMA) n'excédant pas 3,5 tonnes pour les transports intérieurs;
2. La licence communautaire avec la mention "{\displaystyle \leqslant }3,5T" pour les véhicules ayant un poids maximum autorisé compris entre 2.5 et 3,5 tonnes et affecté à des transports intérieurs, internationaux ou de cabotage
3. La licence communautaire sans mention pour les véhicules ayant un poids maximum autorisé supérieur à 3,5 tonnes

La DREAL remet en même temps au chef d'entreprise des copies conformes de la licence, numérotées, en nombre limité, destinées à chacun des véhicules de l'entreprise autorisés à transporter. En ce qui concerne la licence de transport intérieur, l'original est de couleur orangée, alors que les copies conformes sont de couleur marron ; en ce qui concerne la licence communautaire, l'orignal est de couleur bleue, alors que les copies conformes sont de couleur verte.

#### La réglementation
Les transporteurs de marchandises utilisant des véhicules de plus de 3,5 tonnes sont soumis à plusieurs règlements européens :
le 165/2014 du 04 février 2014 qui fixe un certain nombre de dispositions relatives à la construction, à l’installation, à l’utilisation et à l’essai des tachygraphes.
le 561/2006 du 15 mars 2006 qui fixe les durées de conduites maximales et les temps de repos minimum.
le 1072/2009 du 21 octobre 2009 qui fixe les règles liées au transport international de marchandises au sein de l'Espace Economique Européen (dérogations à la licence, règles liées au cabotage routier)
À ces textes s'ajoutent en France, le Code du travail qui organise les relations entre l'employeur et ses salariés. Il fixe les règles concernant le contrat de travail (l'embauche, le transfert, la modification, la rupture), le salaire, l'hygiène et la sécurité (protocole de sécurité, médecine du travail) ainsi que les interdictions de discrimination (égalité hommes - femmes), le harcèlement au travail (moral, sexuel…), les relations avec les délégués du personnel (DP), Comité d'entreprise (CE), comité d'hygiène, de sécurité et des conditions de travail (CHSCT) et les représentants des organisations syndicales, etc.
Un bilan social est publié annuellement pour le secteur sur l’évolution des emplois, du marché du travail, des revenus, de la formation des salariés et des accidents.
Compte tenu de la particularité du transport, la durée du travail (calcul des heures supplémentaires, repos compensateurs, repos, durées journalière et hebdomadaire du travail effectif…) est encadrée par un décret qui déroge au code du travail habituel. Il différencie plusieurs catégories de personnels dans le transport routier de marchandises : le sédentaire, le conducteur Longue distance ou Grand routier, le conducteur Autre roulant, le conducteur en messagerie. De même, des spécificités existent entre les conducteurs de véhicules poids-lourds (PL), les conducteurs de véhicules légers (VL) ou les personnels roulants (déménageurs). Il précise également des documents de décompte de la durée du travail obligatoires : les disques ou données numériques du chronotachygraphe pour les conducteurs PL et les livrets individuels de contrôle ou horaires de service sous condition pour les conducteurs VL et personnels roulants.
La convention collective nationale des transports routiers et des activités auxiliaires de transport (no 3085) regroupe l'ensemble des accords de branche signés par les partenaires sociaux, elle détermine les catégories professionnelles, les classifications des métiers, les rémunérations, etc. Les accords d'entreprises, au-delà par les usages dans l'entreprise, peuvent aller plus loin. Enfin le contrat de travail ne peut aller que dans un sens encore plus favorable pour le salarié, dès lors qu'il reste conforme à la règlementation.
L'inspection du travail est chargée de contrôler l'application de l'ensemble de ces textes dans les entreprises de transport routier de marchandises.

#### Autres réglementations
Le transporteur est un commerçant, prestataire de services qui s'engage à effectuer contre paiement un transport pour le compte d'autrui. Le contrat de transport, qui appartient aux contrats commerciaux, est matérialisé par une lettre de voiture (anciennement dénommée : bon de livraison, récépissé de livraison…). Les conditions de vente sont formalisées par les conditions générales de vente qui doivent être communiquées systématiquement aux clients. Des contrats commerciaux spécifiques sont possibles : par exemple, il s'agit depuis peu, du contrat type de sous-traitance en transport, et plus anciennement, du contrat type de location de véhicule industriel avec conducteur ; dans le cadre du transport public de marchandises il existe un contrat de transport public de marchandises, uniquement matérialisé par la lettre de voiture, puisque le transporteur routier de marchandises est un « voiturier ».
Lors de transports dans des pays hors Union européenne (sauf la Suisse pour un transporteur français), les transporteurs ont besoin d'autorisations complémentaires, fonction des accords bilatéraux, passés entre la France et les pays concernés. Ces autorisations sont par exemple :
1. L'autorisation CEMT, qui permet tous les transports (sauf le cabotage) dans les pays signataires des accords.
2. L'autorisation bilatérale, qui permet de charger ou décharger dans un pays signataire (autorisation de transport) ou simplement de traverser le pays signataire (autorisation de transit).
3. Des autorisations particulière, si le transport ou le transit s'effectue dans un pays n'ayant pas signé d'accord avec la communauté européenne, ni avec la France, à solliciter auprès des ambassades concernées.

Enfin, les transporteurs de marchandises doivent s'acquitter d'impôts indirects spécifiques : la taxe à l'essieu…

#### Les acteurs du transport routier de marchandises

##### Usage de la sous-traitance par le transporteur routier de marchandises
Dans de nombreux secteurs, les entreprises de transport (inscrites au registre des transporteurs), individuelles ou de petite taille, tendent de plus en plus à devenir des sous-traitants d'organisateurs de transport. Dans ce cas, et si un transporteur sous-traite plus de 15 % de son volume d'affaires, il devient commissionnaire de transport ;
L'entreprise de commissions en transport doit être inscrite au registre des commissionnaires de transport tenu par la DREAL qui lui délivre, si elle accepte sa demande d'inscription, un titre d'exploitation, dénommé registre.
Pour obtenir cette inscription, le dirigeant doit apporter les preuves de :
1. L'honorabilité du dirigeant : que le dirigeant permanent et effectif de l'activité de transport dans l'entreprise n'ait pas été condamné pour certaines infractions au code de la route, au code du commerce, au code du travail et au code de l'environnement. Que le bulletin no 2 du casier judiciaire de celui-ci soit vierge.
2. La formation du dirigeant : que le dirigeant permanent et effectif de l'activité commission en transport dans l'entreprise, soit titulaire de l'attestation de capacité de commissionnaire de transports.

De plus, l'entreprise doit être inscrite au registre du commerce.

##### Les syndicats professionnels
- Union des entreprises de transport et logistique de France
- Fédération nationale des transporteurs routiers (FNTR)
- Organisation des transporteurs routiers européens (OTRE)
- Union nationale des organisations syndicales des transporteurs routiers automobiles (UNOSTRA)
- Union nationale du transport frigorifique (UNTF)
- Chambre syndicale du déménagement

##### Les écoles publiques ou privées
- Les IUT
- Les universités
- Les organismes formateurs :
  - Promotrans
  - Aftral (anciennement A.F.T- I.F.T.I.M)
  - City'Pro
  - GRETA (éducation nationale)
  - AFPA
- BTS Transport

#### Données chiffrées
(novembre 2017).
Selon plusieurs études, le passage d'un seul camion de quarante tonnes dégrade autant une route que le passage de cent mille voitures.

## Risques professionnels et prévention
Les salariés du secteur du transport routier de marchandises sont 2 à 3 fois plus souvent accidentés que les salariés des autres secteurs d’activité, avec une gravité des accidents plus élevée que la moyenne. Les entreprises du secteur font face à de multiples contraintes (pressions, délais serrés, concurrence, flexibilité etc.).
Les principaux risques liés au transport routier de marchandise sont les manutentions manuelles, les chutes de hauteur et de plain-pied ainsi que la forte charge mentale demandée aux conducteurs pouvant générer du stress. Des outils existent permettant d’évaluer et limiter les risques encourus par les conducteurs routiers professionnels,.

## Impacts environnementaux
Dans le monde, depuis les années 1990, la pollution émise par le fret diminue quand on la mesure par véhicule ou tonne transportée, mais elle augmente globalement à cause de la croissance régulière de la flotte de camions.
Les impacts sanitaires et environnementaux des polluants émis par les camions sont à la fois directs et indirects, globaux et locaux et ils s'ajoutent aux impacts indirects du réseau routier (comprenant le roadkill et la fragmentation écologique induite par les routes, la pollution lumineuse, le dérangement, etc.[réf. nécessaire]), impacts dont la responsabilité est copartagée avec les voitures, bus…
En Europe, les émissions polluantes (hors GES) du fret routier auraient plutôt globalement baissé de 1995 à 2004 (alors qu'elles augmentaient pour le transport maritime et aérien.
En France le taux élevé de Diesel a permis de diminuer les émissions acides (CO2, CO, Cov) mais en augmentant la pollution particulaire et les émissions de NOx ainsi que d'hydrocarbures aromatiques polycycliques (HAP).
Certains polluants émis par les camions ont beaucoup régressé grâce aux progrès imposés par les plafonnements des normes Euro ; le CO et les composés organiques volatils ont en France chuté de 60 % de 1990 à 2006 (années où 42 % des poids lourds étaient en France conformes à la norme Euro 3 et 28 % à Euro 2. Les oxydes d’azote (NOx) ont été réduits de 40 % en volume par t-km, grâce aux filtres à particules et aux pots catalytiques, mais ces derniers perdent des microparticules polluantes de métaux du groupe du platine. À cause de la forte augmentation du trafic, le volume global des émissions est néanmoins resté presque constant de 1990 à 2006 alors que pour respecter le protocole de Kyoto, il aurait fallu le fortement diminuer. L'entrée en vigueur le 1er octobre 2009 de la norme Euro 5 devrait être plus sévère pour les NOx. L’enjeu est de taille, le fret routier contribuant à 31 % des émissions nationales en 2006. Les microparticules perdues par les moteurs Diesel continuent à poser problème ; elles ont chuté de 1990 et 2006 ; de 40 % pour les PM2,5 (particules polluantes dont le diamètre est inférieur à 2,5 µm) et PM1 et de 30 % pour les PM10 mais ce n'est pas suffisant pour protéger la santé des usagers des routes et de ceux qui habitent à proximité[réf. nécessaire].
D'importants progrès (filtres, pots catalytiques, optimisation des moteurs, meilleur taux remplissage des remorques, etc.) ont même permis de diviser par deux les émissions de gaz à effet de serre par tonne-km transportée (volume du trafic mesuré entre 1990 et 2006, mais le trafic global a tellement augmenté que la contribution du fret routier aux émissions de gaz à effet de serre s'est par exemple accru de 32 % de 1990 à 2006 en France (avec environ 305 000 poids lourds circulant en 2006)[réf. non conforme]. Le TRM contribuait en 1990 en France à 12 % des émissions nationales de CO2. Cette part était passée à 12 % en 2006. Par ailleurs, les camions frigorifiques, et les systèmes de climatisation sont une source de perte dans l'atmosphère d'hexaflorocarbones (HFC), puissant GES (Pouvoir de réchauffement de 140 à 3 000 fois plus élevé que celui du CO2). Le fret routier serait ainsi à l'origine de 9 % environ des émissions nationales en 2006 contre 1 % en 1990). L'ensemble du trafic routier est devenu en France la première source d'émissions de gaz à effet de serre (seconde place dans les autres pays européens).
Parmi les alternatives possibles pour réduire l'impact environnemental des transports routiers on assiste cette dernière décennie au développement de véhicules fonctionnant aux énergies alternatives (électricité, gaz naturel, etc.). Ces techniques, bien que limitées par certaines contraintes (techniques, économiques et vis-à-vis de l'infrastructure) ont néanmoins émergé et offrent la possibilité de substituer les moteurs à combustion interne, largement utilisés pour le transport routier de marchandises, à des moteurs électriques (ainsi on trouve sur le marché des camions électriques aux autonomies raisonnables pour une utilisation [péri-]urbaine).
Un ralentissement des émissions a été constaté de 2002 à 2006, après douze ans d'une croissance annuelle régulière. Il est expliqué par des progrès techniques et par les limites de vitesses et les engorgements plus fréquents de la circulation[réf. non conforme].

## Prospective
Le transport routier de marchandises (parmi les transports automobiles), présente des enjeux importants pour l'humanité, car il est en forte croissance alors qu'il n'est pas le plus efficient du point de vue du développement durable[réf. nécessaire]. Il utilise principalement des sources d'énergies fossiles, et par corollaire, participe à la production de gaz à effet de serre. C'est pourquoi, de nombreuses instances internationales se préoccupent de définir des stratégies. Parmi ces institutions, le Sénat français et son Groupe de prospective s'y intéressent. Ils ont résumé leur réflexion dans un rapport du 24 mai 2004 intitulé Transport, maîtrise de l'énergie et effet de serre.
Les agendas 21, les plans climats régionaux et d'autres instances tentent de trouver des alternatives qui vont du ferroutage aux boucles courtes nécessitant moins de transports. Des bourses de fret, comme FretBay, ou des commissionnaires numériques, comme Chronotruck, se sont développées afin de réduire l'impact écologique des camions, en favorisant le remplissage par groupage et en limitant les retours à vide[réf. nécessaire].